# Rudolf Streuli
Rudolf Streuli (1871 - 1943) was een Zwitsers politicus van de Zwitserse Conservatieve Volkspartij, de voorloper van de huidige Christendemocratische Volkspartij uit het kanton Zürich.

## Biografie
Rudolf Streuli was lid van de Regeringsraad van het kanton Zürich en was van 1 mei 1930 tot 30 april 1931 en van 1 mei 1935 tot 30 april 1936 voorzitter van de Regeringsraad (regeringsleider) van het kanton Zürich.